# ショット (バスケットボール)

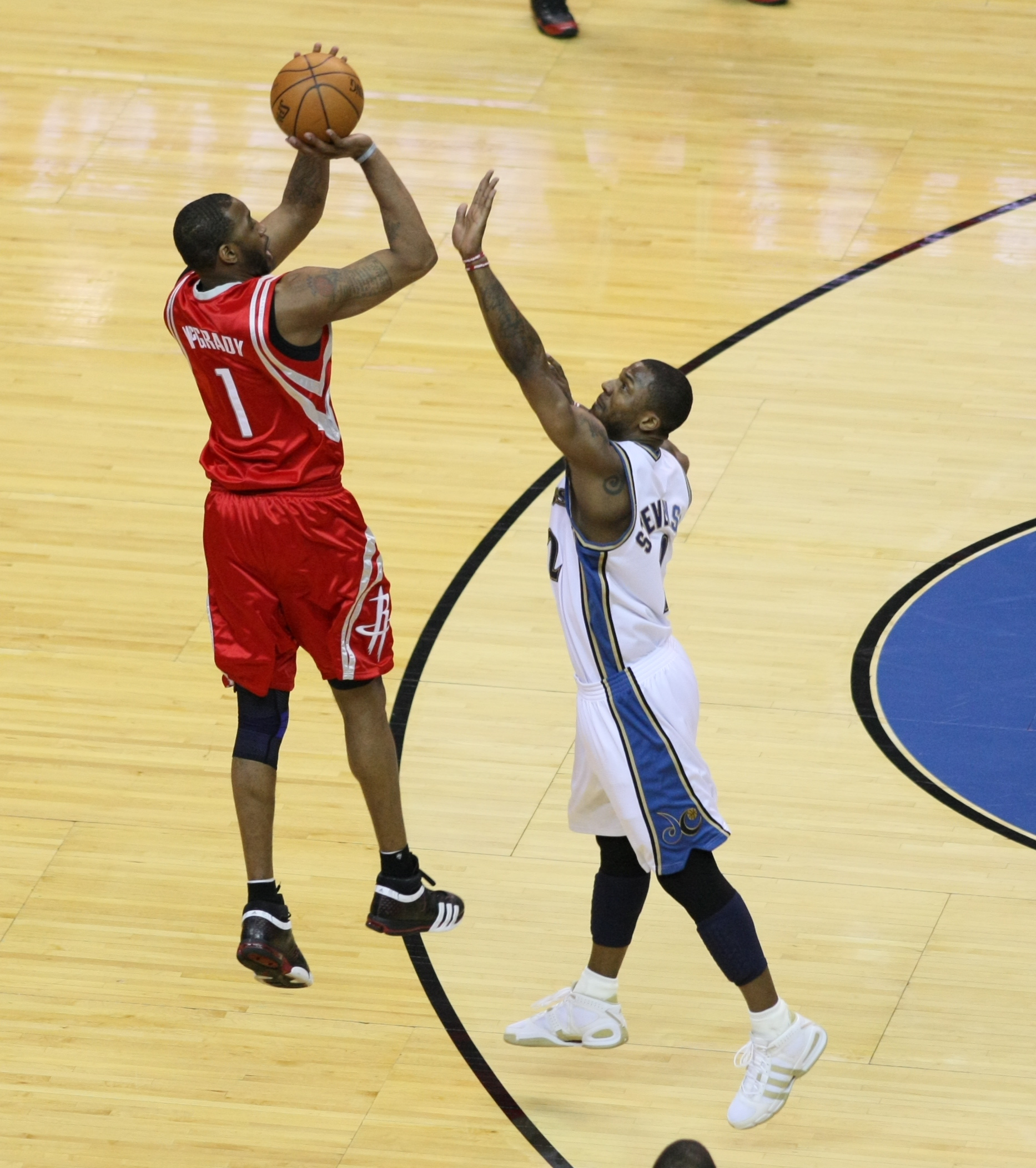
ジャンプショット

バスケットボールにおけるショットとは、自チームが得点するためにバスケットの上からボールを通すことあるいはそのための動作、ないしボールがバスケットへ至るまでの一連の流れのこと。シュートは通称であり、ルール（日本バスケットボール競技規則）上ではすべてショットと称される。シュートはショットを放つと言う意味の動詞として用い、ショットを放つプレーヤーをシューター、ショットを放つ役割のガードはシューティングガード、ショットを放つ動作をシューティングモーション、ショットを様々な場所から反復練習するのをシュート・アラウンド(アウト)、のように用いるのは正しい用法である。

## ショットの概要
バスケットボールで通称「ゴール」と呼ばれる「バスケット(リング)」は床から305センチの位置にあるため、ゴールするために選手は頭上の高さへとボールを運ぶことが要求される。リングの内径は45cmで、ボールの直径が7号球で凡そ24cmであるため、真上からボールがリング内を通過した場合、クリアランスは21cmあることになる。しかしながらダンクショットなど特殊な場合を除いて、実際のショットではリングの水平面に対して角度を持ってボールを通過させなければならないため、リングへの入射角度、つまりはショットの際の発射角度と速度、距離、それらによって決まる最高到達点がショットの成否に大きく影響することは言うまでもない。入射角度が凡そ30度以下となると、ボールはリングに触れることなく通過することが出来なくなる。バスケットボールでは、サッカーやバレーボールとは異なり、ボールの質量、移動速度などから、ボールの回転による空気抵抗で生じる軌道の変化は殆ど無く、放物線を描くと考えて良いが、バックボードやリングなどで跳ねたり転がる際に変化が生じるため、ボールの回転もショットの成否に少なからぬ影響を及ぼす。フィンガーロールショットやバンクショットにその応用を見ることが出来る。実際にはボールの保持方法、肩、肘、手首、指のバスケットに対する方向や位置関係、ステップやジャンプ、シューティングモーションのシンクロ具合、腕を伸ばす動作と手首のスナップとの連動具合、フォロースルーの取り方などが、ショットの軌道と回転を決定する重要な要素である。

## ルール上の位置づけ

### 全般的な特徴

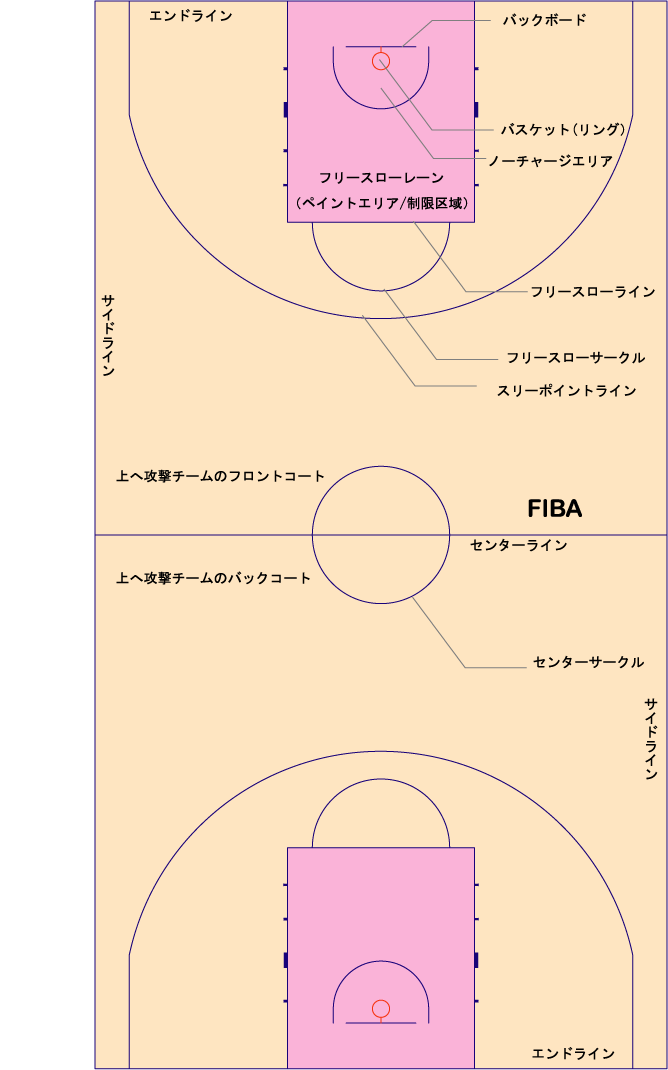
国際ルールのコート。ベースライン（図中の長方形の下側の辺）を覆う半円がスリーポイントライン。ベースラインから5.8メートルの位置にある線がフリースローライン

ボールはバスケットを上から通過しなければ得点としては認められない。またショットが放たれた後に、プレイヤーがバスケットやバックボードに触れればインターフェアとなる場合もあり、ヴァイオレイション（ファウルにはならないペナルティ）となる。

#### ショットの時間制限
ボールを保持するチームは一定時間以内にショットをし、そのボールがゴールするかリングに触れなくてはならない。その制限時間は、国際ルールやNBAでは24秒、ミニバスケットボールでは30秒である。その反則はヴァイオレイションである。

#### ゴールテンディング

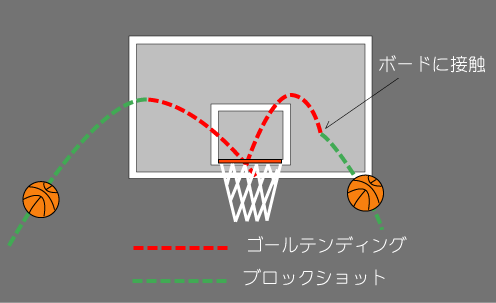
ディフェンス側によるゴールテンディングとブロックショットの違い

ショットされたボールがバスケットよりも高い位置にあり、なおかつ落下している時にオフェンス側の選手がボールに触れた場合には、ボールがバスケットに入っても得点はカウントされない。またディフェンス側の選手が触れた場合には、ショットされたボールがバスケットに入らなくても得点が認められる（ヴァイオレイション）。このルールをゴールテンディングと言う。身長の高い選手があまりに有利にならないように導入された。

### ルール上の分類

#### フィールドゴール
フィールドゴールとは、試合の規定時間進行中に放たれるショットのこと。野投とも呼ばれる。対義語はフリースローとなる。フィールドゴールには、ショットしたプレイヤーの位置により得点2点が与えられるものと、3点が与えられるものがある。

右図の「スリーポイントライン」よりゴールに近い位置のショットは、ゴールすれば2点の得点となる（ツーポイントショット）。スリーポイントラインより外側（スリーポイントエリア）のショットはスリーポイントショットとなり、ゴールすれば3得点が認められる。スリーポイントショットはスリーポインターとも言う。
フィールドゴールの成功率はポジションやプレースタイルで大きく変わる。センターなどゴールに近い位置でプレーするポジションやスラッシャーというインサイドへ切れ込んでショットを狙う選手は距離の短い簡単なショットが多いので、ショット成功率が高い傾向にある。一方、アウトサイドから得点を狙うシューターは距離の長い難しいショットが多いので、成功率が自然と低くなってしまう。このため、ショット成功率はショットの正確さとはあまり関係が無い。
ディフェンス側の選手が誤ってバスケットにボールを入れた場合にはオフェンス側の得点（ゲームキャプテンの得点）としてカウントされる。NBAの場合、最も近くにいたオフェンス側の選手の得点として記録される。

#### フリースロー
フリースロー(Free Throw：自由投)とは、一方のチームがファウル、あるいは、特定のヴァイオレイションを犯した場合に、相手チームに認められるペナルティの一つである。フリースローサークル内のフリースローライン手前から、どのプレーヤにも防御される事無くショットを放つ事が出来る。ペナルティーの種類によって、1投から3投までの間で、連続的にスローされ、フリースロー1投がゴールすれば1得点が与えられる。スローされた後のプレーの再開方法は数種類ある。

## 技術上の分類

### レイアップショット

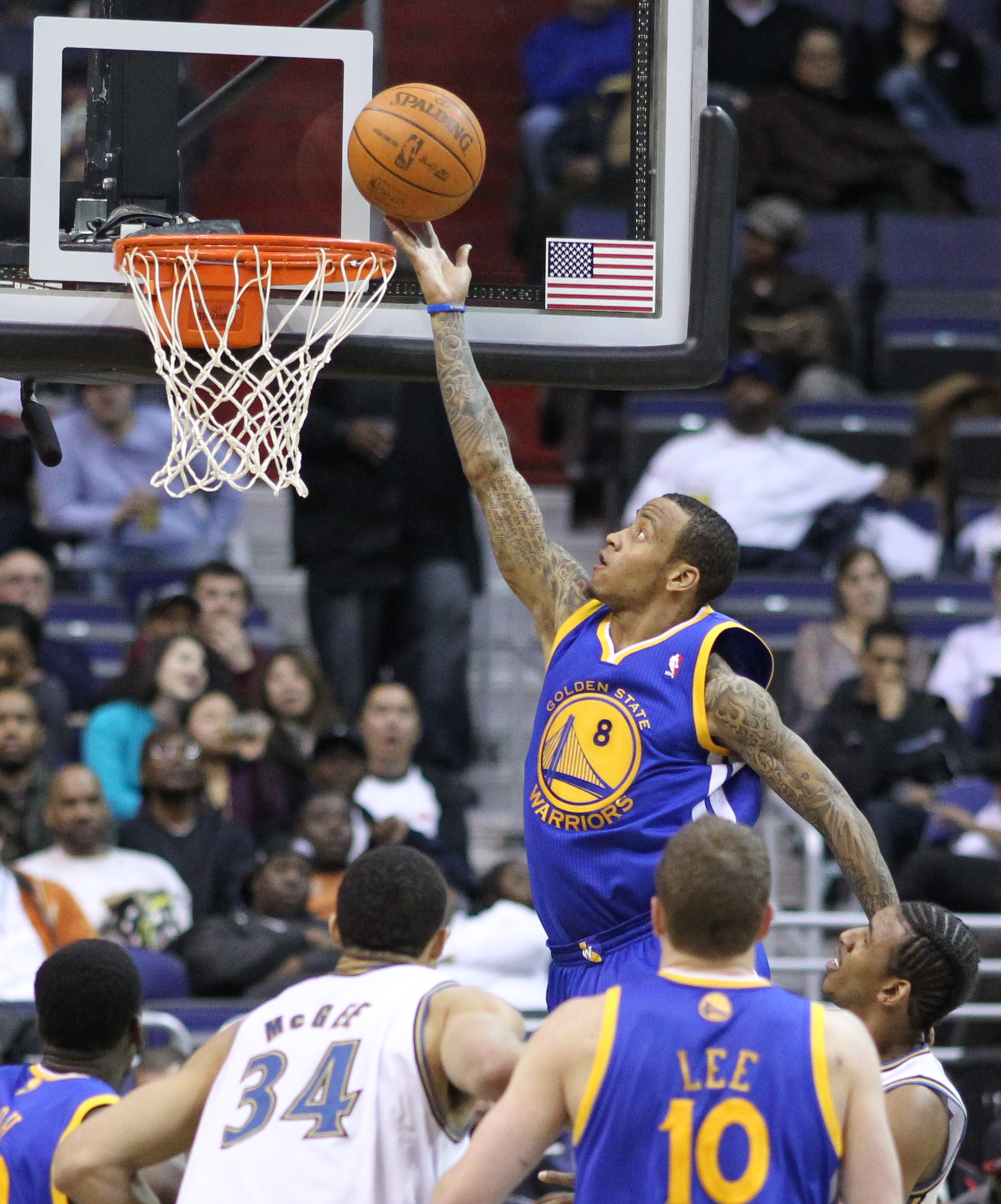
モンタ・エリスのレイアップショット

リングにボールを置くように放つショットはレイアップと呼ばれる。走って放たれることが多いのでランニングショットとも言う。通常はより高く掲げることができるので片手にボールを乗せ、リングの間際でボールを手から離す。レイアップは成功確率の高いショットとされる。ダブルクラッチショットなどの場合に、ボール保持を確実にするため、両手で抱え持つ場合もある。
また、バックボードに跳ね返らせてボールをリングに入れるのも一般的であり、高速動作でもボールを安定することが容易となり、有効な方法である。更にバックボードに触れたショットは上昇中でも触れればゴールテンディングとなるため、ブロックショットを避けるためにも有効である。

#### 技術的要素
正しくボールを保持すること、肩、肘、手首、指のバスケットに向けた位置の関係、ステップやジャンプとシューティングモーションのシンクロ、腕を伸ばす動作と手首のスナップとの連動、フォロースルーの安定などが正確なショットのための重要な要素である。
これらの他に、レイアップショットは、体の3次元的移動が伴う場合が多いため、ボディーバランスを保ち、ディフェンダーとの接触にも耐えられる体躯の強さも必要となる。

#### 技術による分類
オーバーハンドレイアップ
「ジャンプショット」を打つような手の使い方をしてボールを持ち上げる感じで（オーバーハンド）ショットするレイアップショットのこと。ショット後、手の甲は自分と反対の（向き合う）方向を向く。
アンダーハンドレイアップ
ボールを下から上へすくい上げるような感じで（アンダーハンド）ショットするレイアップショットのこと。ショット後、手の甲は自分と同じ（向き合わない）方向を向く。
スクープショット
ペネトレイションで、密集するディフェンスの下を掻い潜るようにして行うレイアップショットのこと。低い位置から掬い取る様に放たれるために、逆にブロックを避けることができる。ショットの軌道が高く大きなループを描くことから、ハイループレイアップ、とも呼ばれる。トニー・パーカーが名手として有名。
リバース・レイアップ
ゴールの下を通りすぎ、後方に放つレイアップのこと。バックショットともいう。ブロッカーから、バックボードやリングに守られる形となるため、エンドゾーンからのペネトレイションでよく使われる。コービー・ブライアントは、ダブルクラッチからスクープショットをリーバースで決めるテクニックを持っている。
フィンガーロール
指先でボールを転がすようにして放つショットのこと。1970年代から1980年代にかけてNBAで活躍したジョージ・ガービンはフィンガーロールの名手として有名だった。
アップ・アンド・アンダー
ペイントエリア内で、ピボットからオーバーハンドレイアップを放つ様にフェイクし、ディフェンダーの体が浮いたところをピボットで体勢を変え下からアンダーハンドレイアップを放つ一連のプレー。長身選手が習得するとプレーに幅が出る有効な技術。

### ジャンプショット

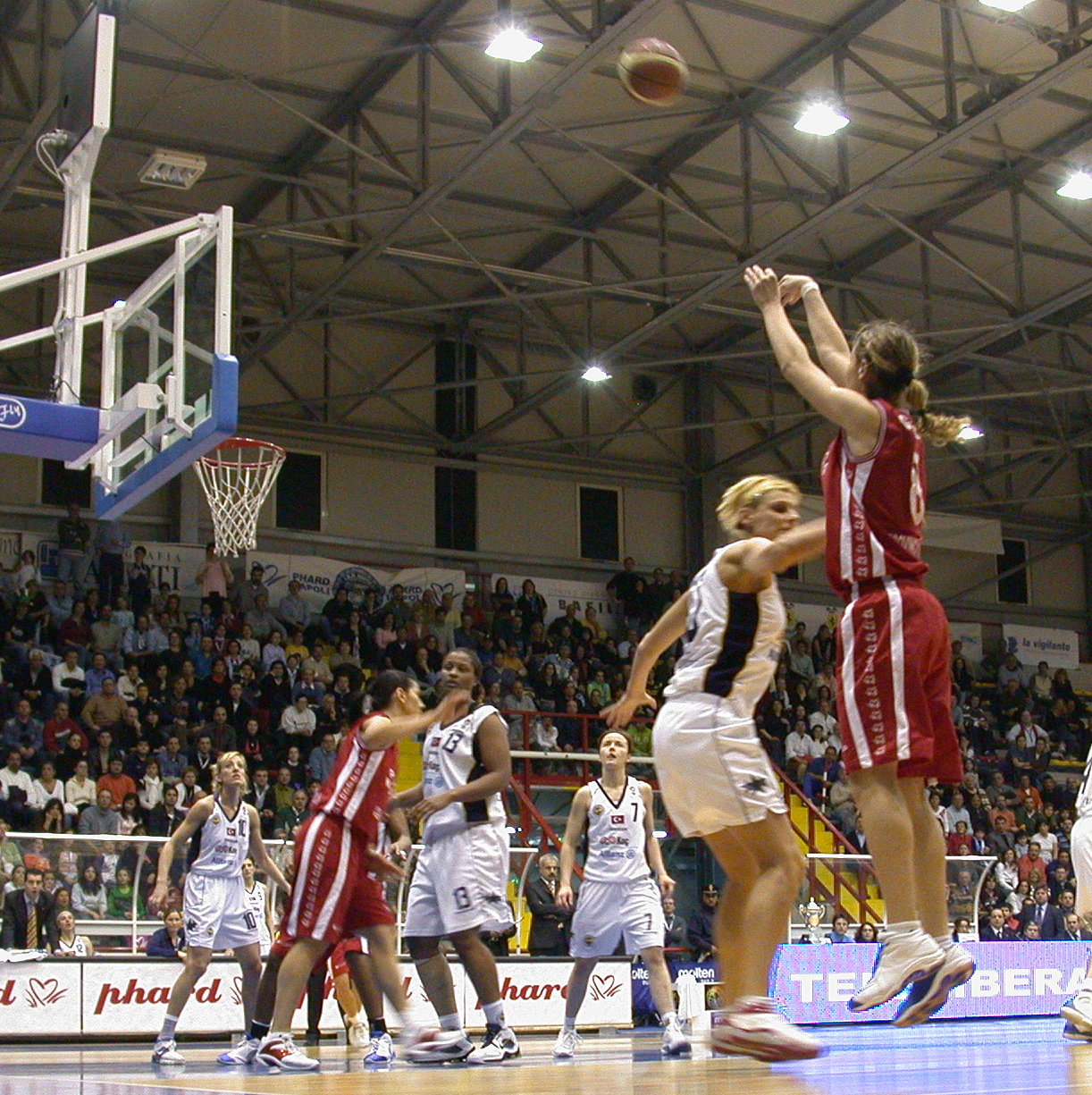
ジャンプショットを放つ選手。2005年FIBAヨーロッパ杯女子決勝より

ジャンプショットは、ジャンプし、ディフェンスの上から行うショットのこと。ジャンパーとも呼ばれる。現在一般的な形のジャンプショットはジョー・ファルクスが編み出したと言われる。フリースロー以外のショットはディフェンスをかわして行う必要があり、ジャンプショットが多用される。
多くの選手は利き手でスナップする（ワンハンド）ジャンプショットを打つが、両手でスナップする（ボースハンズ）ジャンプショットもある。両手で放つショットは体力的に劣る選手、あるいは長距離のショットで使われることがある。

#### 技術的要素
概要で述べた理由により、正しくボールを保持すること、肩、肘、手首、指のバスケットに向けた位置の関係、ジャンプ動作とショット動作のシンクロ、腕を伸ばす動作と手首のスナップとの連動、フォロースルーの安定などが正確なショットのための重要な要素である。
一般的には、シューティングハンドをやや大きめに開き、掌の指の付け根と指全体でボールを保持し、もう一方の手を邪魔にならず、ボールを安定させることが出来る位置で添える。肘を肩よりやや高い位置に挙げボールを頭上に掲げ掌がバスケットに正対し、手の甲が見えるように手首を曲げた状態で構える。この構えによって、前腕(肘から手)は垂直からやや肩の方向に傾いた形となる。手首は位置を固定化するため後方へ一杯に曲げる場合が多い。
ジャンプ開始からジャンプが最高点に達する間に、上腕を挙げながら肘を伸ばし、前碗をバスケットに向けて振り出し、肘が伸びきる前に手首のスナップをきかせてボールを投げ出す。この際、ボールから最後に離れるのが人差し指と中指になるように調整する。
そのまま手首のスナップを続けるようにフォロースルーし、下に向いた人差し指と中指とバスケットが一直線上に見え、その間をボールが軌道している事を確認する。
これらの構えや投法はプレーヤーの利き目や、筋力に応じて修正が必要である。また、ジャンプショットの種類や、回転の掛け具合、ディフェンダーとの位置関係などにより当然、投法は変化する。いずれにせよ、プレーヤーに適した安定したフォームで、反復練習を行う事により、優れたシューターとなることが出来る。

#### 技術による分類
バンクショット
バックボードにボールをバウンドさせてからゴールに沈めるシュートのこと。近距離では狙いが定めやすく、ループが少なくショットスピードも速いため、ブロックし難いことや、ショットクロック間際でも有利となる。中距離からのバンクショットは、高い技術を必要とし、NBAではティム・ダンカンのアイソレーションでのバンクショットは有名である。長距離で使われることは特殊な場合を除いてあまり無い。
フローター
リング近辺で、長身ブロッカーを避けるようにボールをふわりと浮かせて放つショット。ティアドロップとも呼ばれる。ガードの選手が行う場合が多い。ブロッカーが届く僅か上を通過させるため、ゴールテンディングになりやすく有利となる。スクープショットと同じくトニー・パーカーが名手として有名。
フェイドアウェイ・ジャンパー
リングから離れる方向へジャンプしながら放つショット。ディフェンダーから遠ざかることによって間合いを空け、ブロックを困難にする。ダーク・ノヴィツキーはロングレンジからでもフェイドアウェイで高確率にゴールを決める事で有名である。
プルアップ・ジャンパー
ドリブルやピボットで、ディフェンダーをゴール方向へ押し込み、間合いを取ると同時に、ボールを低い位置からシューティング位置まで持ち上げ素早く放つショット。持ち上げる際にディフェンダーの腕との接触からファウルを誘う事もあり、ディフェンスしにくいショットである。コービー・ブライアントの得意技の一つである。
ステップバック・ジャンパー
ドリブルで、ディフェンダーをゴール方向へ押し込み、同時にドリブルを終了し、ステップバックあるいはサイドにステップしながらボールを保持し、放つショット。ジェームス・ハーデンの得意技の一つである。

### フックショット

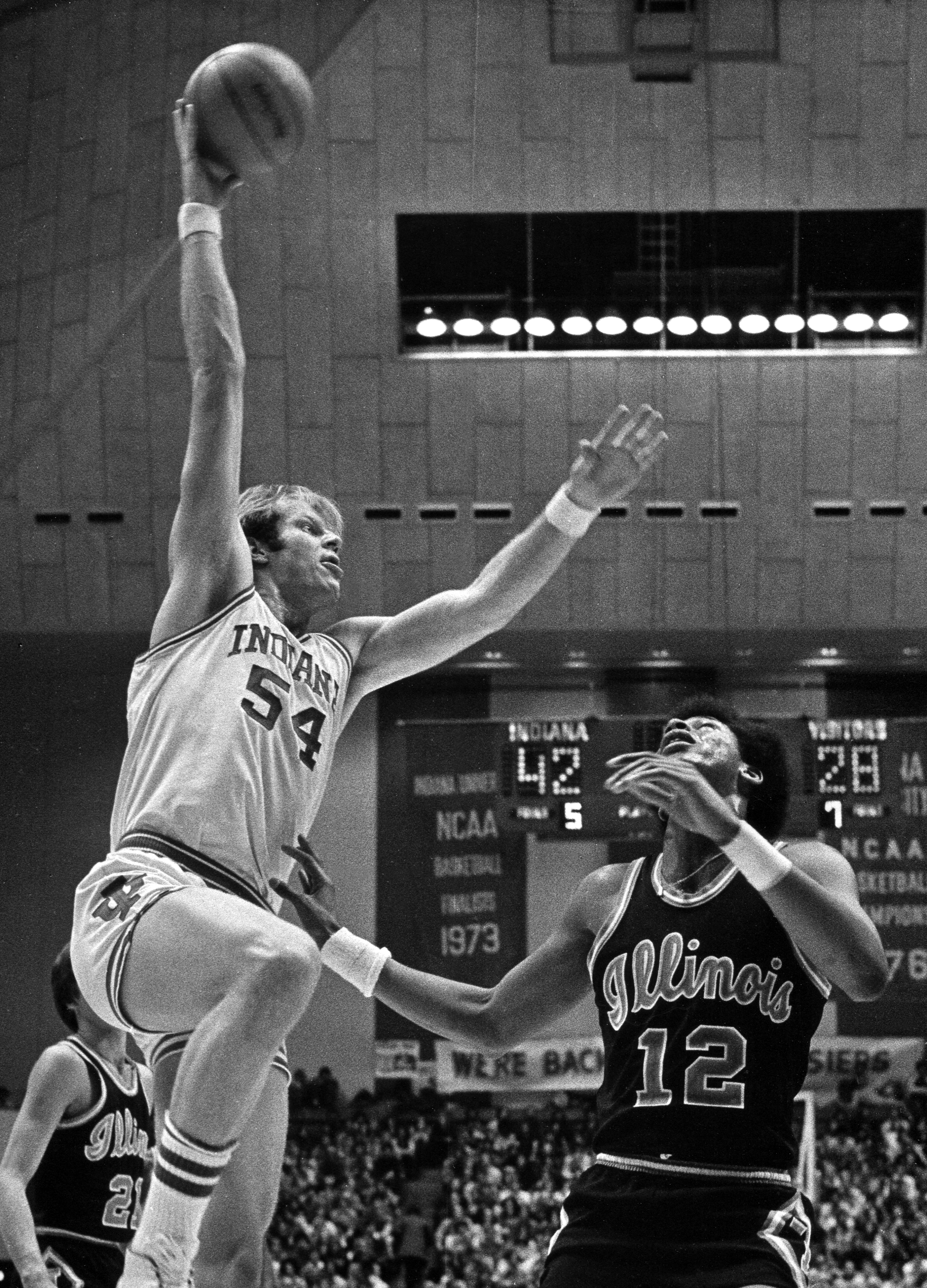
フックショットを打つ選手。1977年、米国の大学リーグの試合より

ボールを片手に乗せ、そのまま放るショットをフックショットと言う。相手ディフェンダーから打点が遠くなるので、ショットの阻止（ブロックショット）から逃れ、ディフェンスを困難にさせるため、ディフェンダーから見て反対側の腕を使ってボールを放つことが多い。ボールを放つ時に腕が鉤（フック）のような形になるのでこの名がある。

#### 技術的要素
正しくボールを保持すること、肩、肘、手首、指のバスケットに向けた位置の関係、ジャンプ動作とショット動作のシンクロ、腕を振る動作と手首のスナップとの連動、フォロースルーの安定などが正確なショットのための重要な要素である。
一般的には、バスケットからシューティングハンド側が遠くなるように位置し、手をやや大きめに開き、掌の指の付け根と指全体でボールを安定させることが出来るように両手で保持する。ジャンプに合わせて両腕でボールを頭上へ挙げ、引き続き片手で保持し腕を振る事が出来る位置へ掲げ、腕をなめらかにバスケットに向けて振りながら手首のスナップを効かせボールに回転を掛け、頭上の出来るだけ高い位置からループを描くように放つ。ボールを片手でつかめない場合は、腕を振る際に生じるボールの遠心力で、掌全体で保持しながら放つ事も可能である。どのような状況で行うか、腕の振り幅や方向、スナップの効かせ具合、などで個性が生じる。

#### 技術による分類
ジャンプフック
両足でジャンプして放つフックショット
ランニングフック
ランニングショットのステップジャンプで放つフックショット
スカイフック

リングより高い位置で放つ、打点の高いフックショットのことである。1970年代から1980年代にかけてNBAで活躍したカリーム・アブドゥル＝ジャバーのスカイフックが有名だった。
ベビーフック
定義は諸説ある。一般的には、通常のフックショットよりも腕（ひじ）の曲げ方が小さい、または手首だけのスナップで打つフックショットのことを、ベビーフックと呼ぶようである。両足がコートに付いた状態で打つフックショットを指すこともあるが、ジャンプした状態でベビーフックを打つこともある。マジック・ジョンソンがこのショットを得意としていた。どちらかと言えばトリッキーなショットに分類される。

### ダンクショット

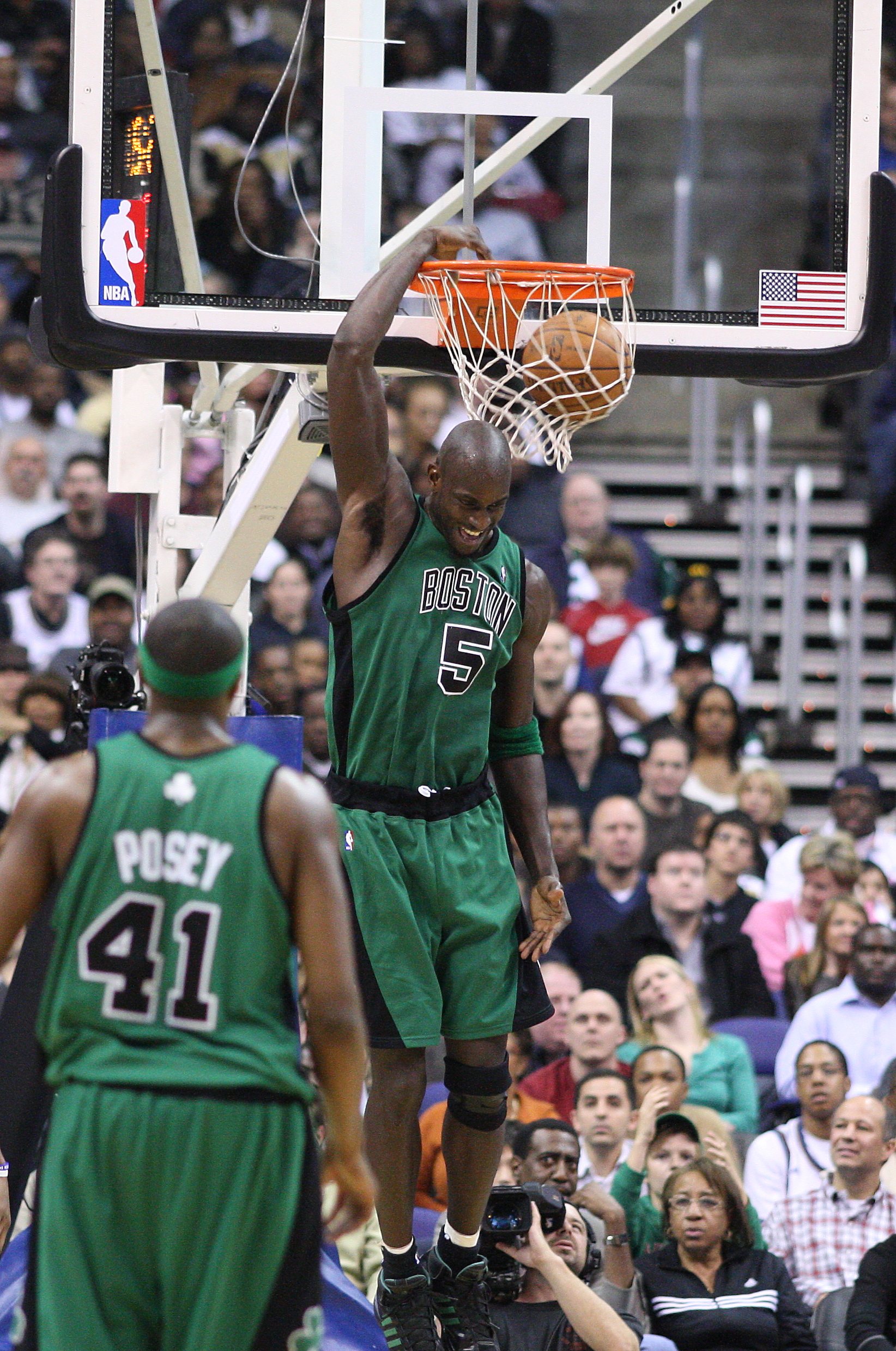
ケビン・ガーネットのリバースダンク

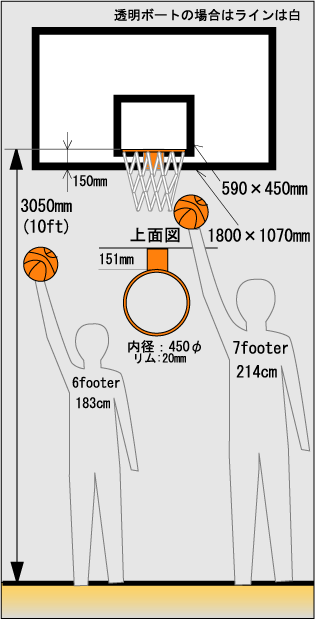
バスケットボールの「バスケット（ゴール）」は305センチの高さにあり、バックボードに据え付けられている。

ボールを手から離さずに直接ゴールに入れるショットをダンクショットと言う。単にダンクと言うことも多く、ジャムという呼び名もある。ダンクショットをするためには長身であることやジャンプ力があることが有利になる。選手の運動能力が分かりやすく顕れるため、観客を沸かせることの多いプレイである。
漫画「SLAM DUNK」のタイトルにもなった「スラムダンク」(en)は強く叩きつけるようなダンクショットを指すが、もとはNBAのチームロサンゼルス・レイカーズで長年実況を務めたアナウンサー チック・ハーン（英語: Chick Hearn）の造語である。
NBAで毎年行われるオールスターゲームの前に、NBAスラムダンクコンテストが繰り広げられている。

#### ダンクショットの種類
ワンハンド
その名の通りボールを左か右のどちらかの手でダンクする技。
ダブルハンド
両手でボールを持ってダンクする技。「ボースハンド」とも言う。
リバースダンク
ゴールに背を向けながら行なうダンク。日本では「バックダンク」とも呼ばれる。
360（スリーシックスティ）
空中で1回転スピンしてから決めるダンク。さらに高度な技として1回転半（540・ファイブフォーティ）や2回転（720・セブントゥエンティ）も存在するが、非常に難しい。
トマホーク
持ち上げたボールを一旦頭の後ろに動かしてからするダンク。
ウィンドミル
ボールを持った腕を風車の様に回転させながら行なうダンクのこと。「ウィンドミル (windmill)」は「風車」の意。片手でも両手でも可能。
アリウープ
パスされたボールを空中で受け取り、そのまま着地せずにするダンク。パスする人とダンクする人の息が合わないと成功できない大技。
ワンマン・アリウープ
上記のアリウープをたった1人で行う技。床にボールを大きくバウンドさせ、それをキャッチして叩き込むタイプや、バックボードに当てて跳ね返ったところをダンクするタイプ（オフ・ザ・グラス）がある。
ダブル・バンプ
空中でボールを一度下げ、さらにもう一度上げてからダンクする。「ダブル・クラッチ・ダンク」とも言う。
レッグスルー
空中でボールを股の間に通してからするダンク。1993年のスラムダンクコンテストでアイザイア・ライダーが初めて成功させたので、「ライダー」とも呼ばれる。
エルボーダンク
ボールとともに肘までリングに突っ込み、ぶら下がるダンク。2000年のダンクコンテストでビンス・カーターが成功させたものが最も有名。「エルボークラッシュ」とも呼ばれる。
背面通しダンク
ボールを背中側で持ち替えて行うダンク。2005年のダンクコンテストでJ・R・スミスが披露した。
レーンアップ
フリースローレーンから踏み切って行うダンク。1976年のダンクコンテストでジュリアス・アービングが初めて成功させた。「フリースローラインダンク」とも言う。
人間越え
高い跳躍から、人間を飛び越えてダンクする。飛び越える相手が小柄だと易しく長身であるほど難しい。シドニーオリンピック男子バスケットボールにおいて、アメリカ合衆国代表ビンス・カーターが身長218cmのフランス代表センターフレデリック・ワイスを飛び越えたダンクが最も有名。また、2006年スラムダンクコンテストではネイト・ロビンソンがスパット・ウェブを飛び越えて成功させた。しかし、翌年のスラムダンクコンテストではジェラルド・グリーンがそのネイト・ロビンソンを飛び越え、さらに左手で自ら目隠しをしてのダンクを決めた。
上記の技術を複合させたダンクショットもいくつかある。
360ウィンドミル（スリーシックスティウィンドミル）
ウィンドミルと360を複合。ビンス・カーターが2000年のダンクコンテストで見せた。
オフ・ザ・グラス レッグスルー
バックボードに当てて跳ね返ったボールをキャッチし、空中でボールを股の間に通してからのダンク。ジェイソン・リチャードソンが2004年のダンクコンテストで成功させた。
ダブル・クラッチ レーンアップ
空中でボールを動かすクラッチ動作を入れてのレーンアップ。1988年のダンクコンテストでマイケル・ジョーダンが見せた。

### その他の種類
ティップショット
リングやバックボードに跳ね返ったショットを叩いて入れるショットのこと。ティップインとも言う。
ティップスラム
リングやバックボードに跳ね返ったショットをつかんでそのままダンクにいくショットのこと。リバウンドダンクと呼ばれる事も多い。

## ショットに関連する用語
ブザービーター
ピリオドや試合が終了する直前にショットを放ち、終了時のブザーと同時にゴールに入るショットのこと。ショットがブザーのスイッチを押したように感じられることからそのように呼ばれる。24秒ヴァイオレイションの際でも、このような言い方をすることがある。
シューター
「ショットを打つ人」という意味だが、「ショットを得意とする人」を含意することもある。特にスリーポイント・ショット付近のロングレンジショットを得意とする人をペリメーター・シューターと呼ぶ。また、土壇場に強いシューターをクラッチ・シューターと言うこともある。
ダブルクラッチ
一度ショットを放つ体勢に入ってジャンプした後、空中で体を縮め、ディフェンスをかわし、もう一度体を伸ばして放つ2段モーションショット。もう一度動作できればトリプルクラッチだが難易度は極めて高い。
エアボール
リングやバックボードに当たらずに外れるショットのこと。